# Gevninge
Gevninge er en by på Midtsjælland med 1.646 indbyggere  (2024), beliggende i Gevninge Sogn i det sydlige Hornsherred. Den ligger i Lejre Kommune og tilhører Region Sjælland.
Gevninge, der ligger ca. 10 kilometer vest for Roskilde, er hjemsted for Gevninge Kirke og byder desuden på et lokalt bibliotek, et forsamlingshus, brugs, bageri, pizzeria og en skønhedssalon.
Mod nord ligger landsbyen Trællerup, der huser omegnens folkeskole (Trællerup Skole), der har undervisning fra børnehaveklasse til 9. klasse samt fritidsordning. I forbindelse med skolen ligger Gevninge Idrætsforening, som bl.a. tilbyder fodbold, håndbold, tennis og badminton.
Syd for byen ligger Holbækmotorvejen, samt Gevninge Overdrev, hvor der bl.a. kan ses moræner, ligesom der er gjort en række fund fra bronzealderen. Mod vest findes Borrevejle, der har en meget let bebyggelse bestående af bl.a. fritidshuse.
Den eneste større virksomhed i området er Vestergaard Company, der bl.a. producerer de-icere til lufthavne.

## Historie
Byens "-inge-navn" stammer muligvis fra jernalderen og skulle betyde "beboerne ved åen Gevn" (i dag Lejre Å). I 2000 fandt man et hjelmfragtment fra 500-600-tallet. Det optræder første gang i forbindelse med mordet på Knud Lavard 7. januar 1131, hvor Magnus den Stærke på vejen fra Roskilde til Haraldsted passerer "Gevne Vad".
Arkælogiske fund i området peger på, at byen skulle have fungeret som en forpost eller havn for kongerne i Lejre i perioden 500-900.
Ejerskabet over byen har gennem tiderne skiftet. I 1203 skulle Gevninge således have været underlagt Aarhus Domkirke, i 1244 Roskilde Domkirke, i 1536 af kongen. I 1688 ejes flertallet af gårdene af Københavns Magistrat (i dag Københavns Kommune), mens resten var ejet af Ledreborg, Lindholm og Københavns Universitet.
I 1738 er der registreret 15 gårde og 38 jordløse huse i byen. I 1794 sker der en udskiftning, hvor 9 gårde flyttes ud af byen, hvilket efterlader den gamle landsby omkring kirken.
Byens skole har op gennem 1900-tallet haft fire forskellige adresser inden Trællerup Skole blev til i 1940: Først Gevninge Bygade nr. 15, siden nr. 17, nr. 19 og 41. Nr. 19 huser i dag Gevninge Bibliotek.
Siden 1960 er der blevet gennemført en stort antal udstykninger til parcelhusbyggeri, hvilket sammen med industriområdet Skullebjerg (1987) syd for landevejen, gennem årene har været med til at sikre byens udvikling.
I forbindelse med kommunalreformen i 1970 blev sognekommunen Herslev-Gevninge en del af den nye og større Lejre Kommune.
Et vigtigt navn i byens historie er Christian Tobiassen, der blev født i Gevninge i 1828 og døde i 1912. Foruden sit hverv i byen som dyrlæge og smed skrev han Gjevningebogen, Gjevninge Sogn og Gjevninge Bygd, der blev udgivet i år 1900. Den blev i 1977-78 genudgivet i 2 bind med 550 sider. Han flyttede i 1867 ind på Dyrlægegården. Gården er af Det Særlige Bygningssyn i 1994 blevet vurderet som værende "særdeles bevaringsværdig" og Lejre Kommune udstedte således en lokalplan i 2005 med det formål at bevare dens eksisterende udseende. 